# Bai Hong
Bai Hong Li Zhu (caratteri cinesi [Bai Hong]: 白虹; caratteri cinesi [Bai Li Zhu]: 白丽珠; Pechino, 24 febbraio 1920 – 28 maggio 1992) è stata un'attrice e cantante cinese.
Negli anni '40, divenne una delle Sette grandi star del canto.

## Biografia
In giovane età Bai fu ammessa alla Bright Moonlight Song and Dance Troupe, grazie alla quale entrò nell'industria dell'intrattenimento di Shanghai. Usava il nome d'arte Bai Hong (白虹), che veniva tradotto in "Arcobaleno Bianco". Viene anche categorizzata come una delle "Tre Bianche di Beiping" (北平三白), insieme a Bai Guang (白光) e Bai Yang (白杨).

## Carriera
La sua carriera musicale iniziò alla giovane età di 13 anni. Negli anni '30 era una icona delle popstar, con canzoni quali 郎是春日风. Nel 1934 fu indetta una competizione canora a Shanghai, dove lei ottenne più di 200 voti, aggiudicandosi il primo posto. Era conosciuta per la sua maestria nel padroneggiare la lingua, e la chiarezza dei testi delle sue canzoni fu uno dei motivi che la aiutò a raccogliere tanti fan.
Negli anni '30, era riconosciuta come una delle tre più grandi cantanti mandopop, insieme a Zhou Xuan e Gong Qiuxia.
La sua carriera ebbe il periodo d'oro negli anni '40, quando i ritmi delle sue canzoni mutarono in melodie jazz più vivaci. Alcune delle canzoni che le portarono maggior successo furono 得不到的爱情, 恼人的秋雨, 爱情与黄金, 雨不洒花花不红. Era anche famosa per la sua canzone 郎如春日风, che aveva ritmi tendendi al tango.
Era sposata con il compositore 黎锦光, da cui però divorziò negli anni '50. Bai Hong morì nel 1992 all'età di 73 anni .

## Filmografia
- 潇湘夜雨 (1940)
- 孤岛春秋 (1941)
- Fig / 无花果 (1941)
- 玉碎珠圆 (1941)
- 红楼残梦 (1948)